# Walkerville, Michigan
Walkerville är en ort (village) i Oceana County i Michigan. Vid 2020 års folkräkning hade Walkerville 246 invånare.